# Cal Paradet
Cal Paradet és una masia situada al municipi de Castellfollit del Boix, a la comarca catalana del Bages.